# Schlomo Salman Auerbach
Schlomo Salman Auerbach (hebräisch שלמה זלמן אויערבאך,  Shlomo Zalman Auerbach, jiddisch אויערבאך Oyerbach, geboren am 20. Juli 1910 in Jerusalem; gestorben am 19. Februar 1995 in Jerusalem) war ein berühmter Rabbiner, Posek und Schulhaupt der Jeschiwa Kol Torah in Israel.

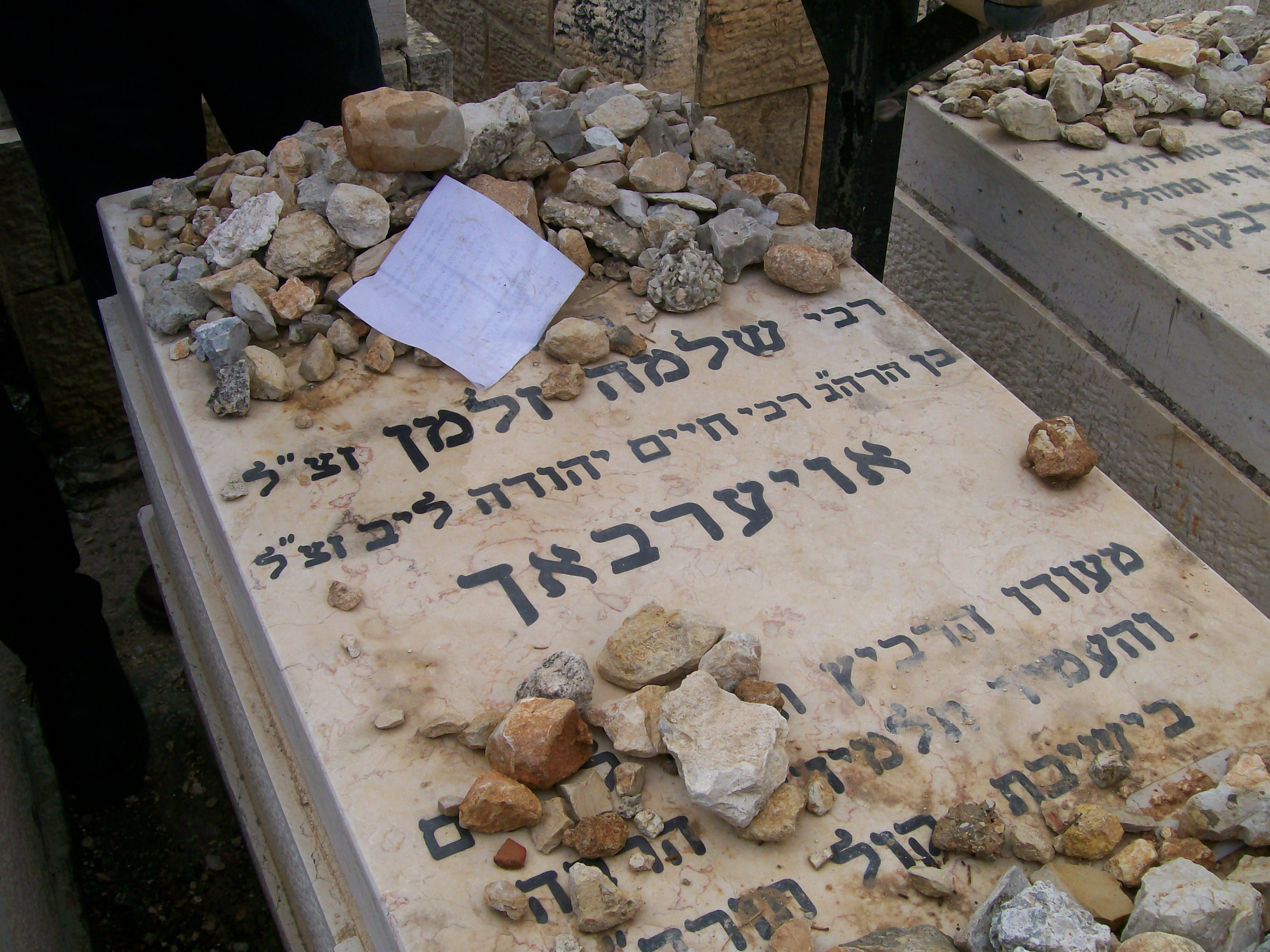
Grabstein von Schlomo Salman Auerbach

Schlomo Salman Auerbach wurde der gefragteste Dezisor seiner Zeit, geachtet von allen Gruppierungen der Orthodoxie. An seiner Beerdigung 1995 auf dem Har HaMenuchot nahmen über 200.000 Menschen teil.

## Leben
Auerbach entstammte einer bedeutenden Gelehrtenfamilie des orthodoxen Judentums, er wurde als ältester Sohn von Rabbiner Chajim Leib Auerbach und Tzvivya Auerbach geboren.
Er studierte an der Eitz Chaim-Jeschiwa in Jerusalem, dann am Kollel Kerem Zion unter Rabbiner Zwi Pesach Frank. Im Alter von elf Jahren soll er den Traktat Kidduschin auswendig gekonnt haben. Sein erstes größeres, veröffentlichtes Werk, das von Rabbiner Chaim Ozer Grodzinski in höchsten Tönen gelobt wurde, trug den Titel Me´orei Esh, die erste Publikation zum Thema Nutzung der Elektrizität am Schabbat.
Der Rabbi hatte sieben Söhne und eine unbekannte Anzahl Töchter; mehrere seiner Söhne wurden rabbinische Autoritäten des ultraorthodoxen Judentums, wie sein ältester Sohn Shmuel Auerbach oder Azriel Auerbach.

## Trivia
Die Ansiedlung Ramat Shlomo (hebräisch רמת שלמה) im Norden Jerusalems ist nach Auerbach benannt.